# Adebayo Akinfenwa
Adebayo Akinfenwa (Islington, 1982. május 10. –) angol labdarúgó. Karrierje utolsó csapata a Faversham Town volt. Akinfewa eddig 15 különböző csapatban játszott. Ismert fizikai erejéről. A 2021–2022-es szezon végén bejelentette visszavonulását, de 2023-ban két mérkőzése erejéig visszatért játszani.
Akinfenwa rendelkezik nigériai felmenőkkel, innen kapta a nevét is (Adebayo). 

## Pályafutása
Akinfenwa pályafutásában az áttörést a Doncaster Rovers csapatánál eltöltött időszak volt. Előtte megfordult több angol alsóbb osztályú csapatnál, illetve rövid ideig játszott Litvániában és Walesben. 2005-ben csatlakozott a Swansea Cityhez, majd a Millwall FC következett. Itt már szép számmal termelte a gólokat. 2014-ben írt alá az AFC Wimbledon csapatához.

## Magánélete
Híressé azáltal vált, hogy az Electronic Arts több évi FIFA labdarúgó videójátékban a világ legerősebb játékosának titulálta. 2014 szeptemberében ő is meghívót kapott a FIFA 15 bemutatójára, többek közt Rio Ferdinand mellett. Akinfenwa tömege 101 kilogramm, és 180 centis magassága mellett ez nem elenyésző. Állítólag 200 kilogrammal nyom fekve, ami ugye testsúlya kétszerese. Alkatáról kapta becenevét is, a Beastet, ami annyit tesz, hogy Bestia.